# Fritz Hart
Fritz Bennicke Hart, né le 11 février 1874 à Brockley − mort le 9 juillet 1949 à Honolulu, est un compositeur, professeur de musique et chef d'orchestre britannique qui a exercé plusieurs années en Australie et à Hawaï.

## Biographie
Fritz Hart est né à Brockley, Greenwich, Angleterre. Il est le fils aîné de Frederick Robinson Hart, d’origine irlandaise, et de son épouse Jemima (ou Jemmima) Waters, née Bennicke. Ses parents étaient tous deux musiciens. Dès l’âge de six ans, Fritz Hart chante dans la chorale paroissiale dirigée par son père, sa mère était professeur de piano. Il passe trois ans comme choriste à l’abbaye de Westminster, sous la direction de Frederick Bridge, puis étudie au Royal College of Music en 1893, où il fait la connaissance de Gustav Holst, Samuel Coleridge-Taylor, William Hurlstone, Ralph Vaughan Williams et John Ireland. À un concert d’étudiants en 1896, Hart joue les cymbales, Vaughan Williams le triangle, Holst le trombone ; concert auquel Ireland participe aussi. La composition n’est pas un des sujets de Hart à l’école, néanmoins il tombe sous l’influence de Charles Villiers Stanford.
Hart part en tournée avec une compagnie de théâtre, pendant laquelle il écrit de la musique légère pour la pièce de Shakespeare Jules César. Il écrit également de la musique pour Roméo et Juliette, œuvre qu’il dirige lui-même. Il travaille ensuite pour diverses compagnies de tournées, ce qui lui permet de découvrir les opérettes, la comédie musicale, la musique dramatique et l’opéra. Il se marie en 1904 et son premier enfant naît l’année suivante.

### Australie
Hart se rend en Australie en 1908 sur l’invitation de la compagnie de J. C. Williamson (en) à diriger une compagnie d’opéra léger. Le contrat initial de douze mois a été prolongé à quatre ans. En 1913 Hart et le compositeur Alfred Hill fondent l’éphémère Australian Opera League. La première programmation, le 3 août 1914, inclut l’opéra de Hart Pierrette.
En 1913, Hart reprend les fonctions de conférencier de George Marshall-Hall (en) au Melba Memorial Conservatorium of Music (en) à Albert Street, Marshall-Hall étant parti pour Londres. Quand un an plus tard Marshall-Hall demande la fermeture du conservatoire, le personnel refuse de démissionner et nomme Hart directeur. Marshall-Hall fut par la suite nommé professeur de musique à l’université de Melbourne en 1915, apparaissant ainsi comme un rival potentiel du conservatoire de Hart, mais tel était le sentiment anti-allemand et pro-britannique pendant la Première Guerre mondiale que le personnel majoritairement allemand de Marshall-Hall ne jouit pas de la popularité du conservatoire à orientation plus britannique de Hart. Nellie Melba y a établi son école de chant et, avec ses élèves, a contribué à façonner le travail de Hart en tant que compositeur. Celui-ci avait la responsabilité globale de la formation musicale de ses élèves, dont beaucoup se sont fait connaître à l’international.
En 1924 Hart devient fellow du Royal College of Music. En 1927, il devient chef par intérim du Melbourne Symphony Orchestra (MSO) puis en 1928, après la mort d’Alberto Zelman (en), chef permanent. En 1932, le Melbourne University Conservatorium Orchestra et le MSO fusionnent sous la direction conjointe de Hart et Bernard Heinze. En 1929, le MSO a été le premier orchestre australien à donner des concerts en plein air. Ils se trouvaient dans les jardins Alexandra de Melbourne, sous la direction de Hart. Ces « concerts populaires » ont été rendus possibles grâce à un don de Sidney Myer. Hart était tenu en haute considération en tant qu’enseignant, ses élèves comprenant Peggy Glanville-Hicks, Esther Rofe, Margaret Sutherland et Robert Hughes (en).
Après 1937 Hart ne revient à Melbourne qu’une seule fois pour le jubilé du conservatoire d’Albert Street, en juillet 1945, lors duquel il dirige plusieurs de ses œuvres.
Son portrait a été peint par l'artiste Max Meldrum, entre autres, et fait partie des collections de la Galerie nationale d'Australie. La Bibliothèque nationale d’Australie a un autre portrait, réalisé par A. D. Colquhoun.

### Hawaï
En décembre 1931, Hart est chef d’orchestre invité du Honolulu Symphony. Il revenait chaque année à Hawaï, y séjournant de décembre à avril. La femme de Hart est décédée en 1935 et en septembre 1937, il épouse une Américaine, Marvel Allison. En 1937, il devient chef permanent de l’orchestre symphonique d’Honolulu et premier professeur de musique à l’université d'Hawaï, poste qu’il conserve jusqu’à sa retraite en 1942. Il reste chef d’orchestre de l’orchestre symphonique jusqu’à sa mort.
Hart est décédé le 9 juillet 1949 à Honolulu de troubles cardiaques, laissant son fils et sa deuxième épouse.

## À noter
Fritz Hart était le parrain de la fille de Gustav Holst, Imogen Holst.

## Œuvre
Fritz Hart compose une vingtaine d'opéras ayant souvent des sujets d'inspiration celtique, des opérettes, de la musique symphonique, de la musique de chambre, de la musique pour chœur et plus de cinq cents mélodies, notamment sur des textes de Robert Herrick, (124 mélodies), William Blake et Elizabeth Barrett Browning.
Ses partitions sont publiées par Allan à Melbourne, Boosey & Hawkes, Curwen, Paling à Sydney et Stainer & Bell.
- 13 scènes de L'Oiseau bleu (1911) pour la pièce de Maurice Maeterlinck
- Symphonie, op. 107 (1934)
- A dedication, essai symphonique, op. 172 (1949)
- Symphonic rhapsody, op. 131 (1949), pour violon et orchestre
- 2 ouvertures
- Fantasy pour neuf instruments à vent, op. 36
- Sonate pour violon et piano no 1, op. 7 (1911)
- Sonate pour violon et piano no 2, op. 42 (1920)
- Fantasy pour quatuor à cordes, op. 118 (1937)
- Quatuor à cordes, op. 119 (1937)
- Sonate pour violon et piano, op. 142 (1941)

## Discographie
- Complete Music for Violin and Piano, vol. 1 - Susan Collins, violon, Stephanie McCallum, piano. (26-28 septembre 2017, Toccata Classics) (OCLC 1137388626)